# Громово (Крым)

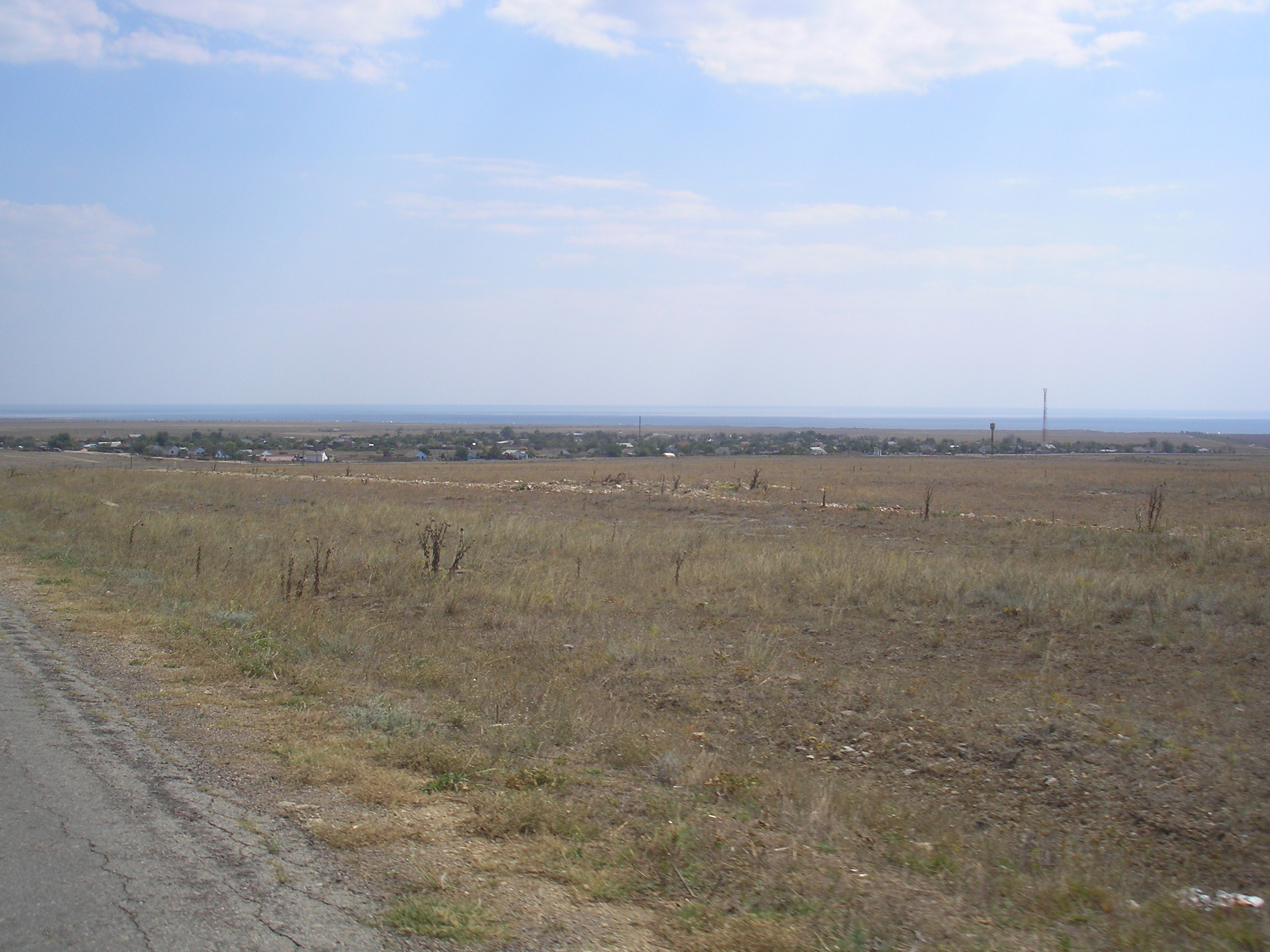
Вид с северо-запада

Гро́мово (до 1948 года Кипча́к, ранее Бель-Аву́з-Кыпча́к; укр. Громове, крымскотат. Bel Avuz Qıpçaq, Бель Авуз Къыпчакъ) — село в Черноморском районе Республики Крым, входит в состав Окунёвского сельского поселения (согласно административно-территориальному делению Украины — Окунёвского сельского совета Автономной Республики Крым)

## Население
| 2001 | 2014 |
| ---- | ---- |
| 393  | ↘321 |

Всеукраинская перепись 2001 года показала следующее распределение по носителям языка
| Язык             | Процент |
| ---------------- | ------- |
| русский          | 58.78   |
| украинский       | 30.03   |
| крымскотатарский | 10.69   |
| другие           | 0.25    |

### Динамика численности
| - 1806 год — 33 чел. - 1900 год — 20 чел. - 1915 год — —/24 чел. - 1926 год — 140 чел. - 1939 год — 92 чел. | - 1989 год — 441 чел. - 2001 год — 393 чел. - 2009 год — 354 чел. - 2014 год — 321 чел. |

## География
Громово — село на юго-востоке района, в степном Крыму, в 2 км от берега Каламитского залива Чёрного моря, высота центра села над уровнем моря — 40 м. Ближайшие населённые пункты — Знаменское в 1 км на юго-восток и Окунёвка в 7,5 км на юго-запад. Расстояние до райцентра около 18 км (по шоссе), ближайшая железнодорожная станция — Евпатория — примерно в 67 км. Транспортное сообщение осуществляется по региональным автодорогам 35Н-604 Красносельское — Громово и 35Н-603 от шоссе Черноморское — Евпатория (по украинской классификации — С-0-11707 и С-0-11702).

## Современное состояние
На 2016 год в Громово числится 8 улиц; на 2009 год, по данным сельсовета, село занимало площадь 53 гектара, на которой в 224 дворах проживало 354 человека. В Громово действует отделение почты, детский сад, библиотека-филиал № 1, фельдшерско-акушерский пункт. Село связано автобусным сообщением с райцентром, Евпаторией, Симферополем и соседними населёнными пунктами.

## История
Первое документальное упоминание сёл встречается в Камеральном Описании Крыма… 1784 года, судя по которому, в последний период Крымского ханства Конджак входил в Тарханский кадылык Козловскаго каймаканства. После присоединения Крыма к России (8) 19 апреля 1783 года, (8) 19 февраля 1784 года, именным указом Екатерины II сенату, на территории бывшего Крымского ханства была образована Таврическая область и деревня была приписана к Евпаторийскому уезду. С началом Русско-турецкой войной 1787—1791 годов, весной 1788 года производилось выселение крымских татар из прибрежных селений во внутренние районы полуострова, в том числе и из Белаус-Кипчака. В конце войны, 14 августа 1791 года всем было разрешено вернуться на место прежнего жительства. После павловских реформ, с 1796 по 1802 год входила в Акмечетский уезд Новороссийской губернии. По новому административному делению, после создания 8 (20) октября 1802 года Таврической губернии, Белаус-Кипчак был включён в состав Яшпетской волости Евпаторийского уезда.
По Ведомости о волостях и селениях, в Евпаторийском уезде с показанием числа дворов и душ… от 19 апреля 1806 года, в деревне Билауз-Кипчак числилось 6 дворов и 33 жителя крымских татарина. На военно-топографической карте 1817 года деревня Бель газы кипчак обозначена с 10 дворами. После реформы волостного деления 1829 года Белаус Кипчак, согласно «Ведомости о казённых волостях Таврической губернии 1829 ода», остался в составе Яшпетской волости. На карте 1836 года в деревне 11 дворов. Затем, видимо, вследствие эмиграции крымских татар в Турцию, деревня заметно опустела и на карте 1842 года Бельауз-Кипчак обозначен условным знаком «малая деревня», то есть, менее 5 дворов.
В 1860-х годах, после земской реформы Александра II, деревню приписали к Курман-Аджинской волости. На трехверстовой карте 1865—1876 года обозначена большая непоименованная деревня с мечетью без указания числа дворов — видимо, Беляуз-Кипчак всё же был покинут жителями (вследствие особенно массовой после Крымской войны 1853—1856 годов эмиграции), при этом упомянут в труде А. Н. Козловского 1867 года «Сведения о количестве и качестве воды в селениях, деревнях и колониях Таврической губернии…», в котором, по обследованиям профессора, вода в колодцах деревни была пресная а их глубина колебалась от 10 до 15 саженей (21—33 м). В дальнейшем до конца века в документах не фигурирует.
Земская реформа 1890-х годов в Евпаторийском уезде прошла позже остальных, в результате Кипчак Беляус приписали к Кунанской волости.
По «…Памятной книжке Таврической губернии на 1900 год» на хуторе числилось 20 жителей в 3 дворах. По Статистическому справочнику Таврической губернии. Ч.II-я. Статистический очерк, выпуск пятый Евпаторийский уезд, 1915 год, на хуторе Кипчак Кунанской волости Евпаторийского уезда числилось 4 двора с русским населением без приписных жителей, но с 24 — «посторонними».
После установления в Крыму Советской власти, по постановлению Крымревкома от 8 января 1921 года № 206 «Об изменении административных границ» была упразднена волостная система и образован Евпаторийский уезд, в котором создан Ак-Мечетский район и село вошло в его состав, а в 1922 году уезды получили название округов. 11 октября 1923 года, согласно постановлению ВЦИК, в административное деление Крымской АССР были внесены изменения, в результате которых округа были отменены, Ак-Мечетский район упразднён и село вошло в состав Евпаторийского района. Согласно Списку населённых пунктов Крымской АССР по Всесоюзной переписи 17 декабря 1926 года, в селе Кипчак I, в составе упразднённого к 1940 году Сабанчинского сельсовета Евпаторийского района, числилось 23 двора, все крестьянские, население составляло 140 человек, из них 139 украинцев и 1 русский. Согласно постановлению КрымЦИКа от 30 октября 1930 года «О реорганизации сети районов Крымской АССР», был восстановлен Ак-Мечетский район (по другим данным 15 сентября 1931 года) и село вновь включили в его состав. По данным всесоюзная перепись населения 1939 года в селе проживало 92 человека.
С 25 июня 1946 года Кипчак в составе Крымской области РСФСР. Указом Президиума Верховного Совета РСФСР от 18 мая 1948 года, Кипчак Знаменского сельского Совета переименовали в Громово. 26 апреля 1954 года Крымская область была передана из состава РСФСР в состав УССР. С начала 1950-х годов, в ходе второй волны переселения (в свете постановления № ГОКО-6372с «О переселении колхозников в районы Крыма»), в Черноморский район приезжали переселенцы из различных областей Украины. Время включения в состав Красносельского сельсовета пока не установлено: на 15 июня 1960 года село уже числилось в его составе. Время переподчинения Окуневскому сельсовету пока не установлено, известно, что на 1977 год село ещё входило в состав Красносельского. По данным переписи 1989 года в селе проживало 441 человек. С 12 февраля 1991 года село в восстановленной Крымской АССР, 26 февраля 1992 года переименованной в Автономную Республику Крым. С 21 марта 2014 года в составе Крыма присоединено Россией.